# Caféine
Vous lisez un « bon article » labellisé en 2009.
Pour l’article homonyme, voir Caféine (album).
Cet article possède un paronyme, voir Cafeyn.
La caféine, aussi désignée sous les noms de théine, 1,3,7-triméthylxanthine ou méthylthéobromine, est un alcaloïde de la famille des méthylxanthines, présent dans de nombreux aliments, qui agit comme stimulant psychotrope chez les mammifères et comme léger diurétique. La caféine interagit avec d'autres molécules alcaloïdes proches, comme la nicotine par exemple. Les alcaloïdes ont la particularité de se fixer sur les récepteurs nicotiniques de l'acétylcholine, induisant une sensation de bien-être et d'augmentation de la vigilance et de l'attention.
La caféine a été isolée en 1819 par le chimiste allemand Friedlieb Ferdinand Runge.  
La caféine est un métabolite secondaire présent dans les graines, les feuilles et les fruits de différentes plantes où elle agit comme insecticide naturel, paralysant ou tuant les insectes qui les consomment. En revanche, chez les mammifères, la caféine agit surtout comme stimulant du système nerveux central et du système cardiovasculaire, diminuant temporairement la somnolence et le temps de réaction et augmentant l'attention.
Des boissons très populaires contiennent de la caféine comme le café, le thé et le maté. On en trouve également dans certains sodas et boissons énergisantes à base de dérivés de la noix de kola, qui en contient de grandes quantités. Le cacao en contient aussi un peu.
La caféine est notamment présente dans les graines du caféier et du guarana ainsi que dans les feuilles de yerba maté et du théier. Du fait de sa présence dans des plantes autres que le caféier, elle est parfois appelée « théine », « guaranine » ou encore, « matéine ». Il s'agit pourtant de la même molécule, de formule brute C8H10N4O2, avec les mêmes effets même si elle n'est consommée ni seule, ni de la même manière et qu'elle n'est pas présente à la même concentration que dans le café.
De fait, la caféine est la substance psychoactive la plus consommée au monde ; elle est légale dans tous les pays, à la différence d'autres substances psychoactives. Le profil psychotrope analeptique stimulant de la caféine, a été défini par électroencéphalographie quantitative après administration orale d'une dose élevée (400 mg) versus placebo chez des sujets volontaires sains. Elle entraîne de la tachycardie et une stimulation mentale pendant plusieurs heures suivie d'insomnie. En Amérique du Nord, 90 % des adultes consomment de la caféine quotidiennement. La Food and Drug Administration liste la caféine parmi les « substances alimentaires à buts multiples généralement reconnues comme sans danger » aux doses habituelles, mais toxiques au-delà d'une certaine dose.

## Provenance

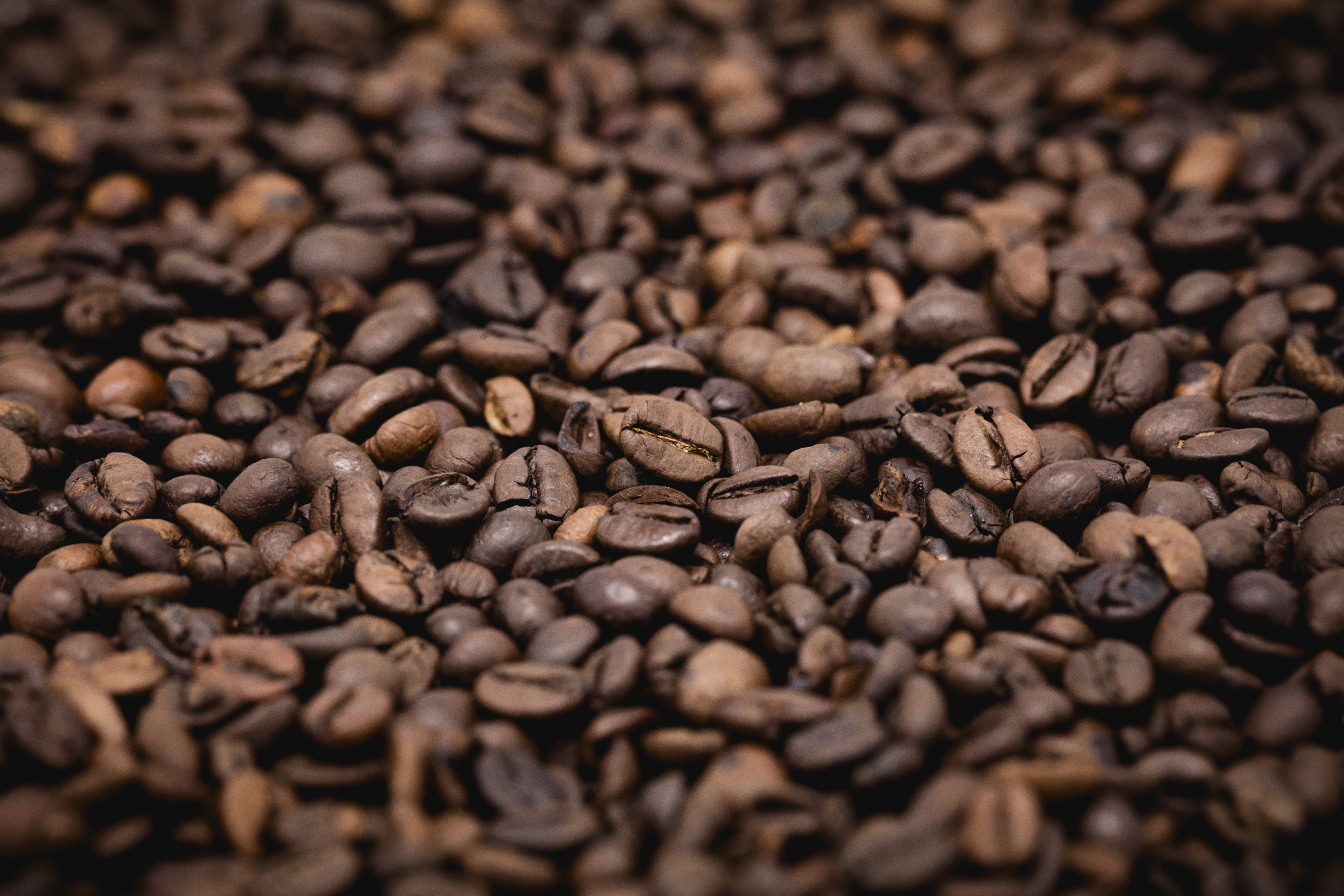
Grains de café torréfiés, principale source de caféine.

On trouve de la caféine dans différentes espèces de plantes où elle jouerait le rôle de pesticide naturel (comme beaucoup d'alcaloïdes), en particulier dans les plantules dont le feuillage est en cours de développement et qui n'ont pas encore mis en place de mécanisme de protection ; la caféine entraîne la paralysie, voire la mort de certains insectes qui se nourrissent de la plante. De hautes teneurs en caféine sont mesurées dans le sol autour des plantules de caféier ; la caféine agirait donc également comme inhibiteur de la germination et de la croissance des jeunes plants de caféier voisins, augmentant ainsi les chances de survie de la plantule par élimination de la concurrence.
Les produits naturels contenant de la caféine les plus utilisés sont le café, le thé et, dans une moindre mesure, le cacao. Le maté, le guarana et la noix de kola sont d'autres sources de caféine, moins couramment utilisées, que l'on utilise parfois dans des préparations à base de thé ou des boissons énergisantes. Deux des synonymes de la caféine, la matéine et la guaranine, sont d'ailleurs dérivés du nom de ces plantes,. Certains inconditionnels du maté prétendent que la matéine est un stéréoisomère de la caféine et qu'il s'agirait ainsi de deux substances différentes. Cela est cependant erroné, car la caféine est une molécule achirale, sans atome de carbone asymétrique, de sorte qu'elle n'a ni énantiomère ni diastéréoisomère. Les disparités constatées expérimentalement entre les différentes sources naturelles de caféine pourraient être dues au fait que la caféine extraite de ces plantes contient également des proportions très variables d'autres xanthines alcaloïdes, dont la théophylline et la théobromine, des stimulants cardiaques, et d'autres substances telles que des polyphénols qui forment des complexes insolubles avec la caféine.

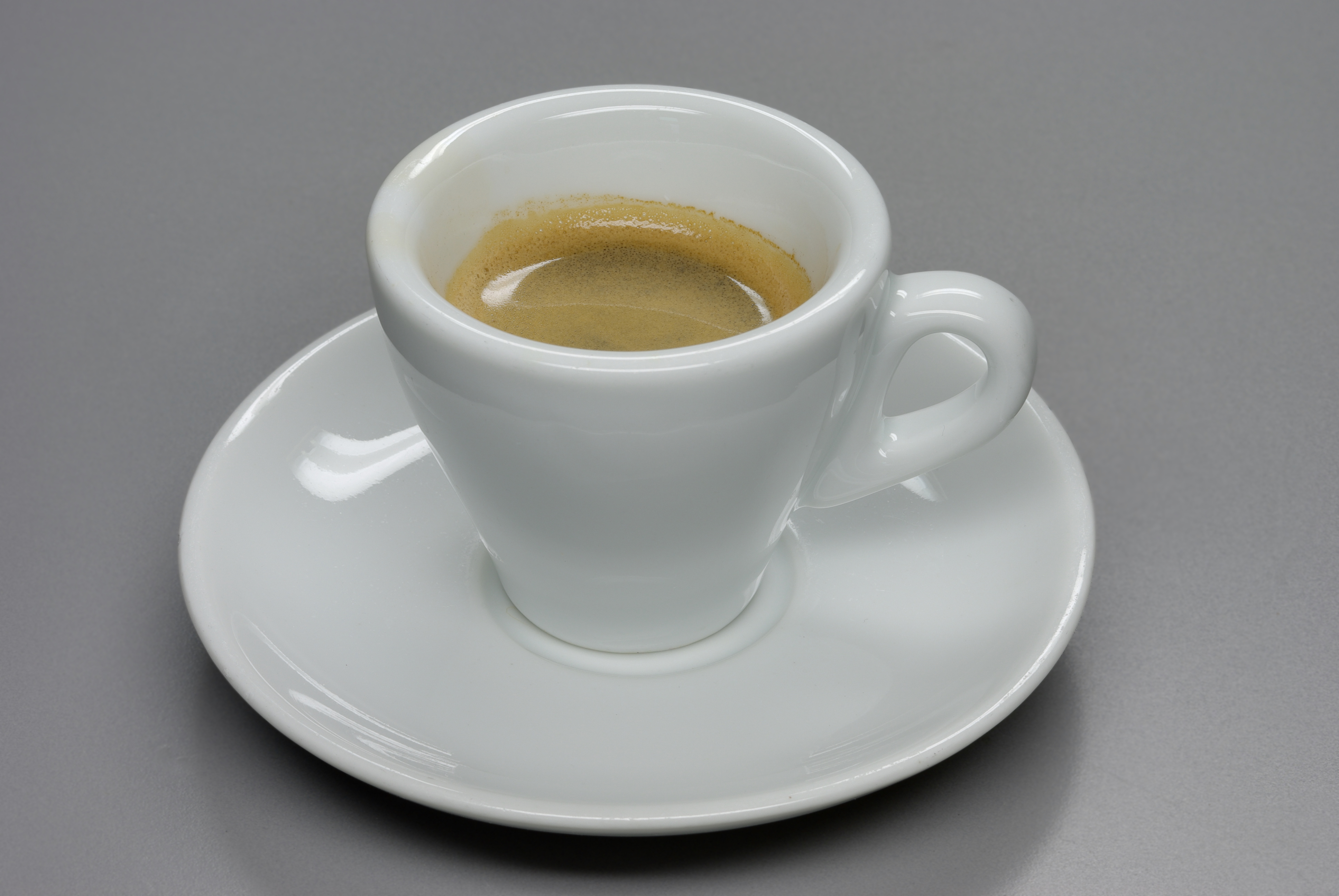
Un café espresso contient environ 40mg de caféine.

À l'échelle mondiale, la première source de caféine est le « grain » de café (en fait la graine du caféier), à partir duquel le café boisson est infusé. La teneur en caféine du café varie fortement et dépend du type de grain de café et de la méthode de préparation ; même les graines issues d'un pied donné peuvent présenter des différences de concentration. La quantité contenue dans une portion de café varie d'environ 40 mg pour un expresso (30 mL) de la variété arabica, à environ 100 mg pour une tasse (120 mL) de café filtré. Le café très torréfié présente généralement moins de caféine que celui qui l'est moins, car la torréfaction diminue la teneur en caféine de la graine,. Le café arabica contient normalement moins de caféine que le robusta. Les différentes espèces de caféier présentent des taux variables de caféine ; le café de Charrier (Coffea charrieriana) originaire du Cameroun et décrit en 2008 produit ainsi des grains pratiquement sans caféine. Le café contient aussi des traces de théophylline, mais pas de théobromine.
Le thé est une autre source de caféine, et l'on a souvent dit que son effet sur l'humain est plus doux et plus progressif que celui du café grâce à ses tanins qui ralentiraient l'assimilation de la caféine. Cependant, cette affirmation n'a pas été démontrée chez l'homme et une étude n'indique pas de différence majeure avec le café. De surcroît, bien que le thé contienne plus de caféine que le café à poids égal, une portion habituelle en contient beaucoup moins, car le thé est normalement bien plus faiblement infusé. À côté de l'intensité de l'infusion, le type de thé, les conditions de croissance, les procédés de transformation et d'autres variables influent également sur la teneur en caféine. Il n'y a pas de relation entre la couleur d'un thé et sa teneur en caféine. Ainsi, des thés tels que le pâle thé vert japonais gyokuro contiennent bien plus de caféine que d'autres thés plus foncés tels que le lapsang souchong, qui en contient très peu. Le thé contient une faible quantité de théobromine et une teneur en théophylline légèrement supérieure au café.
La caféine est aussi un ingrédient commun à certains sodas tels que le Coca-Cola, où ses propriétés stimulantes remplacent les extraits de feuilles de coca et de noix de kola utilisées originellement pour sa préparation. Ces sodas contiennent généralement entre 10 et 50 mg de caféine par portion. En comparaison, une boisson énergisante comme le Red Bull dépasse les 80 mg de caféine par portion. La caféine contenue dans ces boissons provient des ingrédients utilisés ou est ajoutée comme additif ; elle est alors obtenue par décaféination d'un produit naturel ou par synthèse chimique. Le guarana, un ingrédient typique des boissons énergisantes, contient une grande quantité de caféine et de faibles teneurs en théobromine et théophylline.
Le chocolat, dérivé du cacao, contient une faible quantité de caféine. Le léger effet stimulant du chocolat est semble-t-il dû autant à la combinaison de théobromine et de théophylline qu'à la caféine. Cependant, le chocolat contient trop peu de ces composés pour entraîner un effet comparable au café à portion égale. Une barre de chocolat au lait de 28 g contient ainsi à peu près dix fois moins de caféine qu'une tasse d'expresso.
Après 2007, plusieurs fabricants ont commencé à ajouter de la caféine dans des produits de bain tels que le shampooing ou le savon, prétendant que la caféine peut être absorbée par la peau. Cependant, l'efficacité de tels produits n'a pas été démontrée et il est peu vraisemblable qu'ils aient un effet stimulant sur le système nerveux central, car la caféine est difficilement absorbée à travers la peau.
Des fabricants commercialisent des comprimés de caféine, affirmant qu'utiliser de la caféine de qualité pharmaceutique améliore la vigilance. Ceci a été démenti par une étude qui montre que la caféine, qu'elle soit en comprimé ou non, diminue la fatigue et augmente l'attention aussi efficacement. Ces comprimés sont généralement utilisés par des étudiants préparant leurs examens ou par des personnes travaillant ou conduisant pendant de longues heures.
| Teneur en caféine de différents produits végétaux | Teneur en caféine de différents produits végétaux |
| Produit végétal                                   | % de caféine du poids sec                         |
| ------------------------------------------------- | ------------------------------------------------- |
| Graine d'arabica (Coffea arabica)                 | 1,1                                               |
| Graine de robusta (Coffea canephora)              | 2,2                                               |
| Fève de cacao (Theobroma cacao)                   | 0,1 à 0,4                                         |
| Graine de Guarana (Paullinia cupana)              | 2 à 4,5                                           |
| Noix de kola (Cola acuminata)                     | 1 à 3,5                                           |
| Feuille de thé (Camellia sinensis)                | 2,5 à 5                                           |
| Feuille de maté (Ilex paraguariensis)             | 0,3 à 1,7                                         |

| Teneur en caféine de différents aliments et boissons, | Teneur en caféine de différents aliments et boissons, | Teneur en caféine de différents aliments et boissons, | Teneur en caféine de différents aliments et boissons, |
| Produit                                               | Portion                                               | Caféine par portion (mg)                              | Caféine par litre (mg)                                |
| ----------------------------------------------------- | ----------------------------------------------------- | ----------------------------------------------------- | ----------------------------------------------------- |
| Chocolat noir                                         | 1 barre (43 g)                                        | 31                                                    | -                                                     |
| Chocolat au lait                                      | 1 barre (43 g)                                        | 10                                                    | -                                                     |
| Chocolat chaud                                        | 207 ml                                                | 5                                                     | -                                                     |
| Café moulu                                            | 207 ml                                                | 80–135                                                | 386–652                                               |
| Café filtre                                           | 207 ml                                                | 115–175                                               | 555–845                                               |
| Café décaféiné                                        | 207 ml                                                | 5                                                     | 24                                                    |
| Café expresso                                         | 44–60 ml                                              | 100                                                   | 1 691–2 254                                           |
| Thé vert ou Thé noir                                  | 177 ml                                                | 30-53                                                 | 169                                                   |
| Coca-Cola Classic                                     | 355 ml                                                | 46                                                    | 129                                                   |
| Red Bull                                              | 250 ml                                                | 80                                                    | 320                                                   |
| Red Bull                                              | 473 ml                                                | 151                                                   | 320                                                   |
| Club-Mate                                             | 50 cl                                                 | 100                                                   | 200                                                   |

## Histoire
Les humains consomment de la caféine depuis le Paléolithique. Les premiers peuples ont découvert que mâcher les graines, l'écorce ou les racines de certaines plantes[Lesquelles ?] diminuait provisoirement la fatigue, et stimulait la vigilance ou améliorait l'humeur. C'est bien plus tard qu'il fut constaté que l'effet de la caféine augmentait en faisant tremper certains[Lesquels ?] composants végétaux séchés et/ou torréfiés et broyés dans l'eau chaude. De nombreuses cultures ont des légendes qui attribuent la découverte de telles plantes à des gens vivant il y a des milliers d'années.
D'après une légende chinoise populaire, l'empereur de Chine Shennong a accidentellement découvert que, quand des feuilles[De quoi ?] étaient plongées dans de l'eau bouillante, une boisson caféinée, parfumée et reconstituante en résultait,,. La première référence au café dans la littérature apparaîtrait dans les écrits du médecin perse al-Razi, datés du IXe siècle. À cette époque, les grains de café n'étaient disponibles que dans leur région d'origine, l'Éthiopie. Une légende populaire attribue sa découverte à un gardien de chèvre nommé Kaldi, qui observa que ses chèvres devenaient euphoriques et restaient éveillées la nuit après avoir brouté des caféiers. Essayant à son tour les baies que les chèvres avaient consommées, il ressentit la même vitalité. En 1587, Malaye Jaziri retrace dans un ouvrage l'histoire et les controverses sur le café, intitulé « Undat al safwa fi hill al-qahwa ». Jaziri y relate qu'un cheikh, Jamal-al-Din al-Dhabhani, mufti d'Aden, fut le premier à adopter l'usage du café en 1454, et qu'au XVe siècle, les soufis du Yémen utilisaient couramment du café pour rester éveillés pendant les prières.
Vers la fin du XVIe siècle, l'utilisation du café était rapportée par un Européen habitant l'Égypte et c'est à cette époque que son usage se généralisa au Moyen-Orient. L'apparition du café comme boisson en Europe, où il fut d'abord connu en tant que « vin arabe » date du XVIIe siècle. Durant cette période, des cafés ont été créés, les premiers étant ouverts à Constantinople et Venise. En Angleterre, les premiers cafés ont ouvert à Londres en 1652, sur la St Michael's Alley. En France, la première « maison de café » est ouverte en 1671 à Marseille, port doté de liaisons régulières avec l'Orient, puis le phénomène s'étend rapidement à Paris où on compte en 1723, selon le « Dictionnaire du commerce », 380 cafés « ouverts à la causerie ». Les cafés sont rapidement devenus populaires dans l'ensemble de l'Europe de l'Ouest et jouèrent un rôle important dans les relations sociales du XVIIe et du XVIIIe siècle,.
L'usage de la noix de kola tout comme le grain de café et la feuille de thé, semble avoir des origines anciennes. Elle est mastiquée dans de nombreuses cultures d'Afrique de l'Ouest, individuellement ou lors de rassemblements sociaux, pour redonner de la vitalité et pour soulager la faim. En 1911, le kola a été l'objet d'une des premières menaces de santé publique documentée. Le gouvernement des États-Unis avait alors saisi quarante barils et vingt fûts de sirop de Coca-Cola à Chattanooga, dans le Tennessee, sur le motif que la caféine de cette boisson était « dangereuse pour la santé ». Le 13 mars 1911, le gouvernement intenta un procès à Coca-Cola (« The United States v. Forty Barrels and Twenty Kegs of Coca-Cola ») afin d'obliger la compagnie à enlever la caféine de ses formules, usant d'arguments tels que l'excès de Coca-Cola dans une école de filles avait entraîné des « caprices nocturnes, violations de règles et même immoralités ». Bien que le juge rendît un verdict en faveur de Coca-Cola, deux lois furent introduites à la Chambre des représentants en 1912 pour amender le Pure Food and Drug Act, en ajoutant la caféine à la liste des substances « nuisibles » et « créant une dépendance » qui doivent être mentionnées sur l'étiquette d'un produit.
Les premières preuves de l'utilisation de cacao sont des résidus trouvés dans un pot maya daté de 600 av. J.-C. Dans le Nouveau Monde, le chocolat était consommé dans une boisson amère et épicée appelée xocoatl, souvent assaisonnée avec de la vanille, du piment et du roucou. Le xocoatl était reconnu pour combattre la fatigue, une croyance qui est probablement due à sa teneur en théobromine et caféine. Le xocoatl était une denrée de luxe importante dans l'ensemble de la Mésoamérique précolombienne et les fèves de cacao étaient souvent utilisées comme monnaie d'échange.
Introduit en Europe par les Espagnols, le chocolat devient une boisson populaire vers 1700.
Les feuilles et les tiges du yaupon (Ilex vomitoria) étaient utilisées par les Amérindiens pour infuser un thé appelé asi ou boisson noire, dont il a été démontré par des archéologues qu'il en était déjà fait usage au cours de l'Antiquité. Le principe actif de cette boisson est la caféine et, malgré le nom latin de la plante, elle n'a pas d'action émétique. Elle fut souvent utilisée par les colons comme substitut au thé ou au café sous l'appellation cassina ou cacina en espagnol, yaupon en anglais ou apalachine en français.
Récemment[Quand ?], on a fabriqué des alcools (maintenant interdits aux États-Unis), des boissons énergisantes, des gommes, des poudres de thé ou granules de thé, des chewing-gums (dont un modèle breveté à relargage contrôlé) contenant de la caféine et il a même été proposé de faire un spray nasal de microparticules.

## Découverte et synthèse

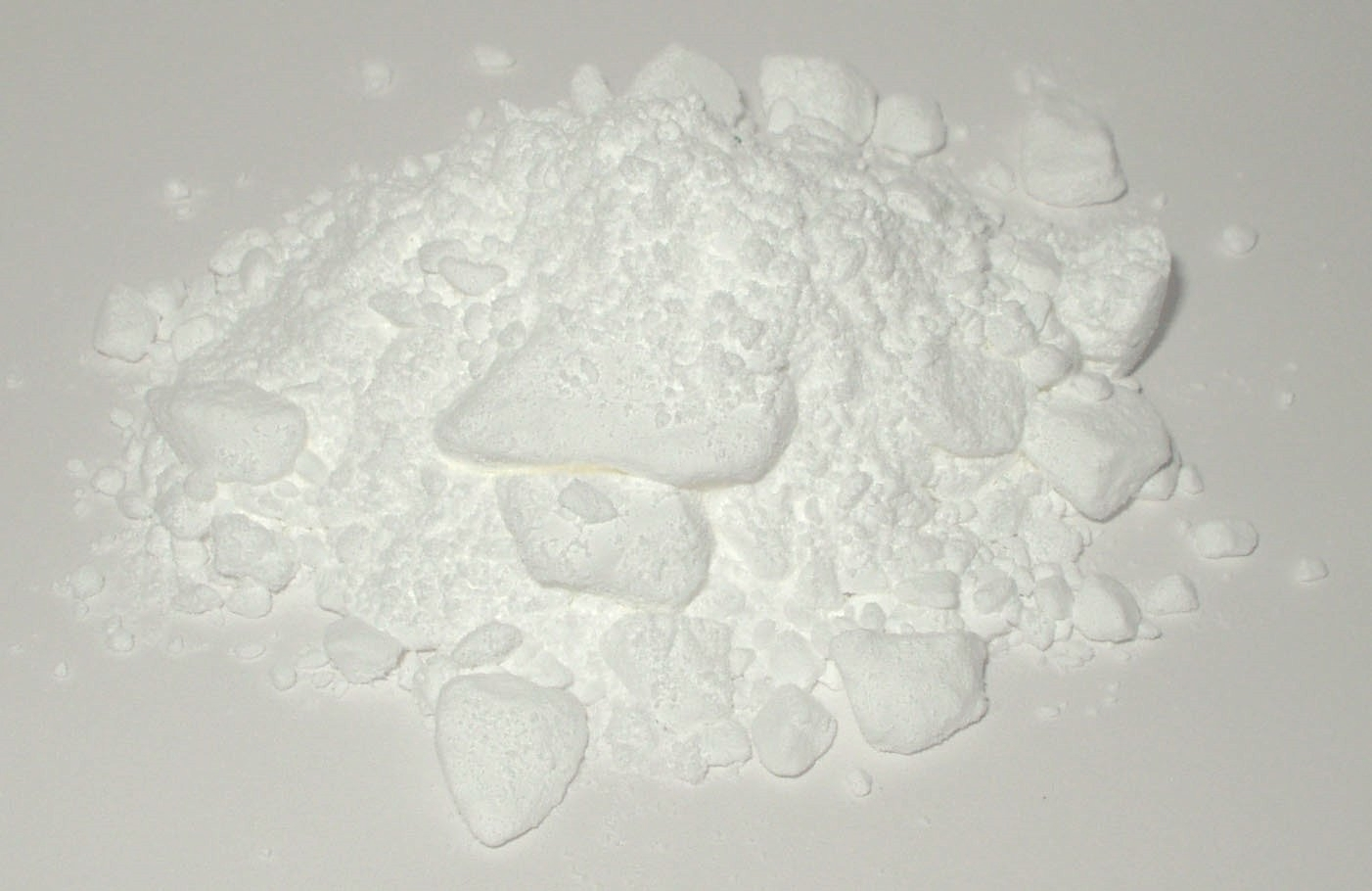
Caféine anhydre (sèche).

Le mot caféine, en tant que principe amer du café, est introduit dans la langue française dès 1818 par Jean Riffault dans une traduction d'un ouvrage[Lequel ?] de Thomas Thomson[réf. nécessaire]. 
En 1819, le chimiste allemand Friedlieb Ferdinand Runge a isolé pour la première fois de la caféine relativement pure. Il effectua ce travail à la demande de Johann Wolfgang von Goethe. Elle est décrite en 1821 par Pierre Joseph Pelletier et Pierre-Jean Robiquet. En 1827, Oudry a isolé la théine du thé dont Gerardus Mulder et Jobat ont montré, en 1838, qu'il s'agit de la même substance que la caféine. La structure de la caféine a été élucidée vers la fin du XIXe siècle par Hermann Emil Fischer qui a été également le premier à en réussir la synthèse totale. Fischer sera d'ailleurs récompensé par le Prix Nobel de chimie de 1902 en partie pour ce travail.
La caféine n'est généralement pas synthétisée car elle est déjà disponible en grande quantité en tant que sous-produit de la décaféination. On peut cependant la synthétiser à partir de la diméthylurée et de l'acide malonique.

## Propriétés physico-chimiques
La caféine — C8H10N4O2, ou 1,3,7-triméthylxanthine ou encore 1,3,7-triméthyl-1H-purine-2,6-dione — est une molécule de la famille des méthylxanthines, qui comprend également la théophylline et la théobromine. Sous sa forme pure, elle consiste en une poudre blanche d'un goût extrêmement amer. La caféine est modérément soluble dans l'eau et les solvants organiques. À haute température, la solubilité de la caféine dans l'eau augmente. La caféine, stable dans les milieux relativement acide et basique, est une base faible et peut réagir avec des acides pour donner des sels. Cependant, dans une solution aqueuse normale, elle n'est pas ionisée. Dissoute, elle peut être présente sous forme de dimères ainsi que de polymères. La caféine est une substance absorbant dans l'UV avec un maximum à la longueur d'onde de 274 nm.

## Consommation

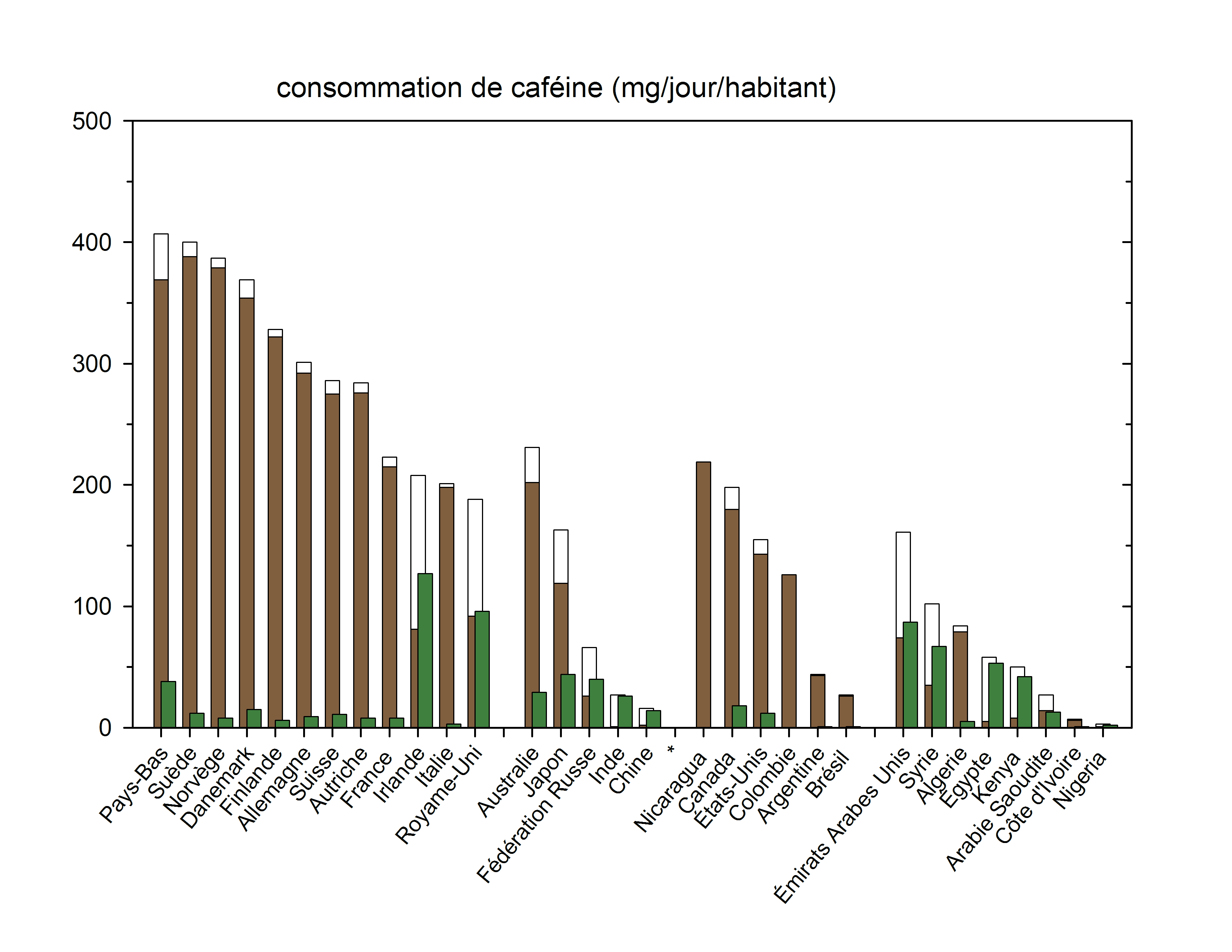
Quantité de caféine absorbée par jour et par habitant par boisson de café (brun) ou de thé (vert) ainsi que la somme des deux (blanc) pour l'année 1995, d'après les données de la FAO.

La consommation mondiale de caféine a été estimée à 120 000 t/an, ce qui en fait la substance psychoactive la plus répandue et la plus consommée au monde. Ce chiffre équivaut à une boisson caféinée par jour pour chaque habitant de la planète. En Amérique du Nord, 90 % des adultes consomment de la caféine quotidiennement.
Les pays où l'on consomme le plus de caféine par habitant sont indiqués dans l'histogramme ci-contre. Les valeurs des deux principales sources de caféine, le café et le thé y sont indiquées. Notons qu'une troisième source de caféine, particulièrement importante et en constante augmentation, n'est pas représentée dans ce graphique, il s'agit des boissons gazeuses. L'apport de caféine du cacao ne dépasse pas 15 mg/j par habitant pour le Danemark, premier consommateur, et est négligé ici. L'Argentine et le Paraguay sont les deux principaux consommateurs de maté, soit un apport en caféine de 100 et 50 mg/j par habitant (respectivement), non représenté ici. L'évolution de la consommation des trois principales sources de caféine aux États-Unis est présentée dans le graphique ci-dessous.

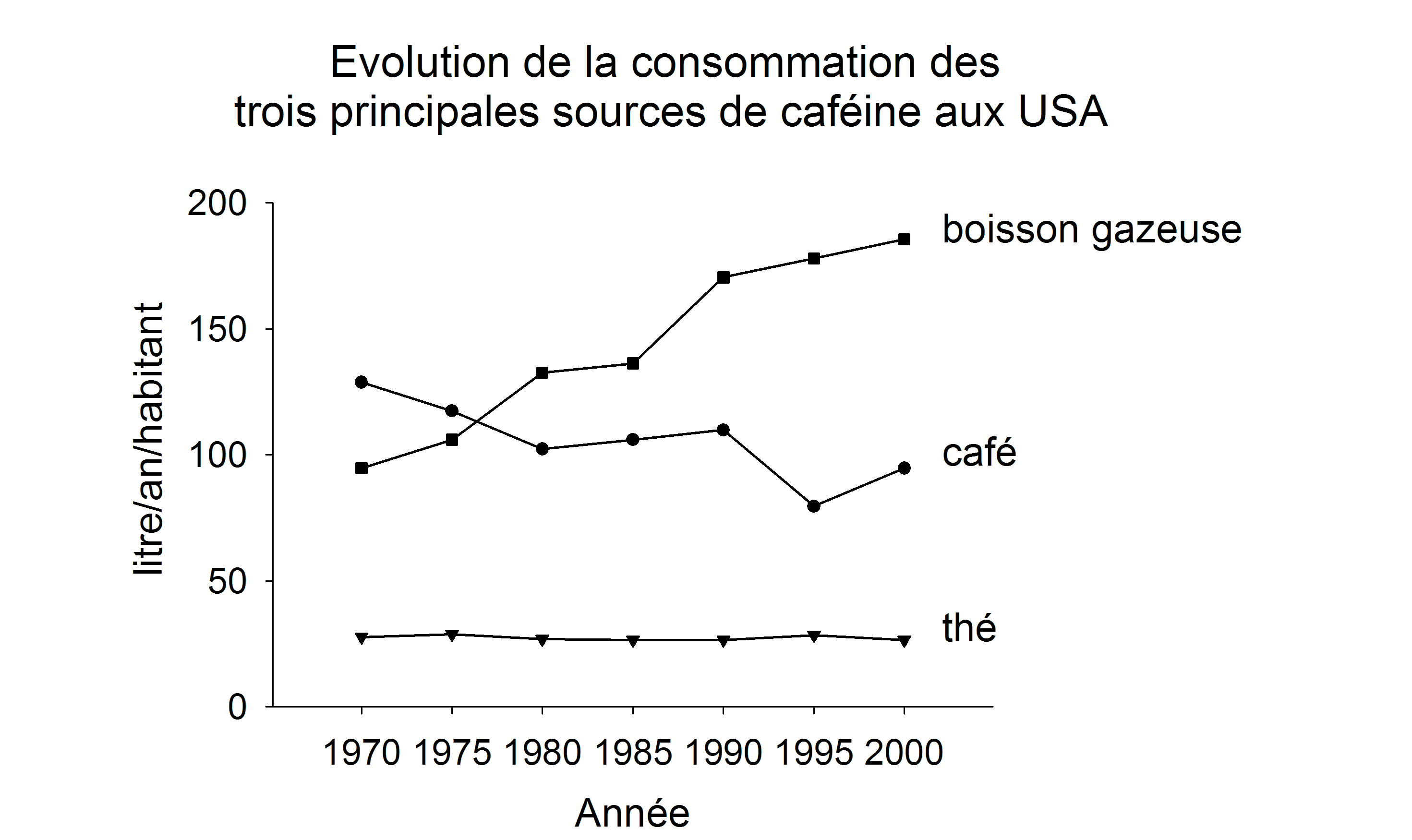
Évolution de la consommation des trois principales sources de caféine aux États-Unis.

## Pharmacologie
La caféine, qui est un stimulant du système nerveux central et du métabolisme, est utilisée dans un but à la fois récréatif et médical pour réduire la fatigue physique et restaurer la vigilance quand une faiblesse ou une somnolence inhabituelle se produit. La caféine stimule le système nerveux central au niveau du cerveau, il en résulte une vigilance accrue, un flot de pensées plus claires et rapides, une augmentation de la concentration et une coordination générale du corps améliorée. Une fois dans le corps, elle a une chimie complexe et agit au travers des différents mécanismes décrits ci-dessous.

### Pharmacocinétique

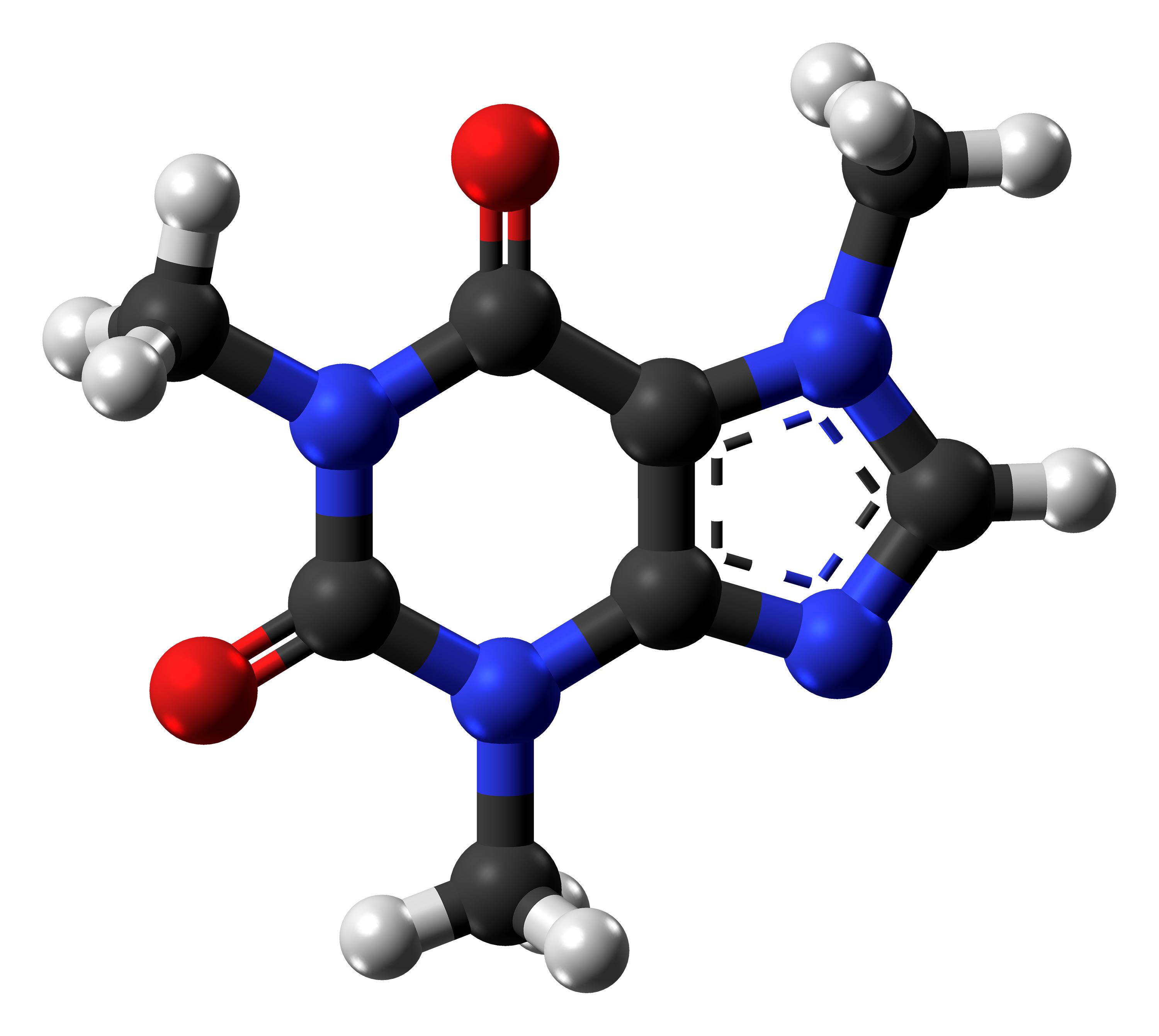
Molécule de caféine.

La caféine est très rapidement et intégralement absorbée par le tube digestif, et parvient au cerveau dès la 5e minute suivant l'ingestion. Dans une étude, chez 75 % des volontaires, une dose de 175 mg de caféine est absorbée par l'estomac après un quart d'heure.
Le pic plasmatique est atteint au bout d'une heure.
La caféine diffuse rapidement dans le milieu extra-vasculaire. Elle n'est que faiblement liée aux protéines circulantes du plasma (environ 15 %). Elle passe la barrière hémato-encéphalique grâce à sa ressemblance à l'adénosine. Sa concentration dans le liquide céphalo-rachidien est égale à celle du plasma.
Son passage dans le lait maternel est également important, sa concentration y est égale à 50 % de la concentration plasmatique de la mère.
Chez l'adulte, la caféine est presque complètement métabolisée au niveau hépatique par oxydation, déméthylation et acétylation.
La caféine ne peut être détectée dans l'organisme plus de 24 h après la dernière prise de caféine, que ce soit par analyse globulaire du sang ou par examen chimique de l'urine.

### Métabolisme et demi-vie

La caféine est métabolisée dans le foie en trois métabolites primaires : paraxanthine (84 %), théobromine (12 %) et théophylline (4 %).

La caféine du café ou d'autres boissons est absorbée au niveau de l'estomac et de l'intestin grêle, puis redistribuée via la circulation sanguine dans tous les tissus du corps. Elle est éliminée selon une cinétique du premier ordre. La caféine peut aussi être absorbée rectalement, c'est le cas des suppositoires à base de tartrate d'ergotamine et de caféine pour le soulagement des migraines ou de chlorobutanol et de caféine pour le traitement de l'hyperémèse (nausées et vomissements incoercibles de la grossesse).
La demi-vie de la caféine — la durée nécessaire au corps pour éliminer la moitié de la quantité initiale de caféine — varie fortement suivant les individus en fonction de facteurs tels que l'âge, le fait d'être enceinte ou non, la présence d'autres médicaments concurrents ou le niveau d'activité dans le foie des enzymes nécessaires au métabolisme de la caféine. Chez des adultes en bonne santé, la demi-vie de la caféine est de 2 à 12 heures (4 à 6 heures en moyenne). Chez les femmes prenant des contraceptifs oraux, cette durée peut augmenter à 4-12 heures et chez celles enceintes la demi-vie est d'environ 9-11 heures. La caféine peut s'accumuler chez les individus atteints d'une hépatopathie sévère, la demi-vie pouvant aller jusqu'à 96 heures. Chez les nourrissons et les jeunes enfants, la demi-vie peut être plus longue que chez les adultes ; chez les nouveau-nés, elle varie de 65 à 130 heures. D'autres facteurs tels que le fait de fumer peut diminuer la demi-vie de la caféine.
La caféine est métabolisée dans le foie par le système enzymatique cytochrome P450 (spécialement, l'isoenzyme 1A2) en trois isomères de la diméthylxanthine, chacun de ces métabolites a ses propres effets sur le corps :
- la paraxanthine (84 %) : augmente la lipolyse, entraînant des concentrations élevées de glycérol et d'acides gras dans le plasma sanguin ;
- la théobromine (12 %) : dilate les vaisseaux sanguins et augmente le volume d'urine (diurèse). La théobromine est aussi le principal alcaloïde du cacao et donc du chocolat ;
- la théophylline (4 %) : relaxe les muscles lisses des bronches et est utilisée pour traiter l'asthme. La dose thérapeutique de la théophylline représente cependant plusieurs fois les concentrations atteintes lors du métabolisme de la caféine.

Chacun de ces métabolites est à son tour métabolisé puis excrété dans les urines.

### Mode d'action

La caféine agit principalement comme antagoniste des récepteurs à adénosine dans le cerveau. On voit ici, côte à côte, la caféine et l'adénosine.

Comme l'alcool et la nicotine, la caféine traverse facilement la barrière hémato-encéphalique qui sépare la circulation sanguine du cerveau du reste du corps. Une fois dans le cerveau, elle agit principalement comme antagoniste des récepteurs à adénosine, c'est-à-dire en les bloquant. En effet la molécule de caféine, qui a une structure similaire à l'adénosine, peut se fixer aux récepteurs à adénosine se trouvant à la surface des cellules sans les activer. La caféine agit donc comme un inhibiteur compétitif.
L'adénosine est présente dans l'ensemble du corps, elle y joue en effet un rôle dans le métabolisme énergétique de l'ATP, mais elle a des fonctions spéciales au niveau du cerveau. Les concentrations d'adénosine dans le cerveau sont augmentées par différents types de stress métaboliques (dont l'anoxie et l'ischémie) et permettent de protéger le cerveau en supprimant l'activité neuronale et en augmentant la circulation sanguine. Ainsi la caféine, en neutralisant l'adénosine, a globalement un effet désinhibiteur sur l'activité cérébrale. Cependant, le mécanisme précis par lequel ces effets se traduisent en une augmentation de la vigilance et de l'éveil n'est pas connu.
L'antagonisme de l'adénosine par la caféine provoque l'augmentation de l'activité nerveuse avec la libération d'adrénaline et l'augmentation des niveaux de dopamine. L'adrénaline est une hormone qui cause plusieurs effets tels que l'augmentation du rythme cardiaque (chronotrope positif), de la contractilité du cœur (inotrope positif), de la pression artérielle, de l'apport de sang aux muscles, la diminution de l'apport de sang aux autres organes (excepté le cerveau) et la libération de glucose par le foie, par néoglucogenèse par exemple. Quant à la dopamine, c'est un neurotransmetteur. La modulation de sa concentration a des répercussions importantes : par exemple, les effets des amphétamines sont dus à l'augmentation de l'activité de la dopamine.
Certains des effets secondaires de la caféine sont probablement causés par des mécanismes non liés à l'adénosine. La caféine est connue pour être un inhibiteur compétitif de l'enzyme AMPc-Phosphodiestérase (AMPc-PDE) qui convertit l'AMP cyclique (AMPc) des cellules en sa forme non cyclique inactive, entraînant ainsi une accumulation d'AMPc dans les cellules. L'AMP cyclique participe à l'activation de la protéine kinase A (PKA) qui débute la phosphorylation d'enzymes spécifiques utilisées dans la synthèse du glucose. En bloquant son élimination, la caféine intensifie et prolonge les effets de l'adrénaline et de médicaments adrénaline-like tels que l'amphétamine, la méthamphétamine ou le méthylphénidate. Une augmentation des concentrations d'AMPc dans les cellules de l'épithélium stomacal entraîne une augmentation de l'activation de la protéine kinase A (PKA) qui à son tour augmente l'activation de l'ATPase H+/K+, ce qui provoque finalement une augmentation de la sécrétion d'acide gastrique des cellules.
Les métabolites de la caféine contribuent aussi aux effets de la caféine. La paraxanthine est responsable de l'augmentation de la lipolyse qui libère du glycérol et des acides gras dans le sang pour être utilisés comme source d'énergie par les muscles. La théobromine est un vasodilatateur qui augmente le flux d'oxygène et de nutriments dans le cerveau et les muscles. La théophylline relâche les muscles lisses et affecte principalement le rythme et le bon fonctionnement cardiaque.

### Principaux effets de la caféine
De façon générale, la caféine est un stimulant et un psychostimulant. Sur le système cardiovasculaire, ce composé bioactif entraîne une accélération du rythme cardiaque et une vasodilatation. Elle présente également des effets au niveau du système respiratoire et gastro-intestinal. De plus, elle agit au niveau des muscles squelettiques, du flux sanguin rénal, de la glycogénolyse et de la lipolyse.
Il y a amélioration des performances physiques et augmentation de la diurèse. La caféine peut provoquer une certaine amélioration de l'humeur, du niveau d'éveil et des performances intellectuelles. En contrepartie, l'arrêt de la consommation habituelle ou un simple oubli de prise cause souvent des symptômes de sevrage : fatigue, maux de tête, voire état dépressif. Du fait de ces symptômes de sevrage, il semble que les effets réels de psychostimulation de la caféine aient été parfois surévalués par la recherche. Ceci viendrait du fait que dans certaines études, l'état psychique dégradé lors de l'arrêt de la consommation de caféine (sevrage et manque) a été considéré comme l'état d'une personne ne consommant pas habituellement de café. L'amélioration par la disparition des effets de sevrage consécutive à un apport a alors pu être interprétée comme étant un effet bénéfique de la caféine.

#### Cas d'une prise modérée

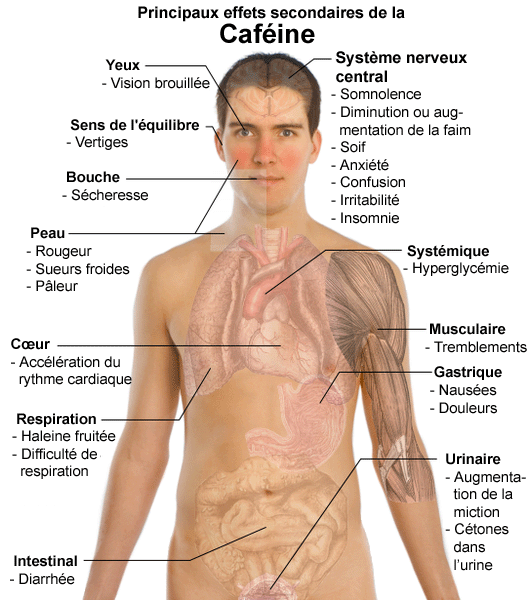
Les principaux effets secondaires de la caféine.

La quantité à partir de laquelle la caféine produit des effets varie selon les individus en fonction de leur corpulence et de leur degré de tolérance à la caféine. Les premiers effets se font sentir moins d'une heure après l'ingestion et les effets d'une faible dose disparaissent au bout de trois ou quatre heures. La consommation de caféine n'élimine pas le besoin de dormir, elle ne fait que diminuer temporairement la sensation d'être fatigué.
La caféine a un effet ergogène puissant, augmentant la capacité de travail mental et physique. Une étude réalisée en 1979 a montré que des sujets qui avaient consommé de la caféine parcouraient à vélo, pendant une durée de deux heures, une distance supérieure de 7 % par rapport aux sujets témoins. Certaines études ont produit des résultats bien plus spectaculaires : une étude sur des coureurs entraînés a montré que pour une dose de 9 mg de caféine par kilogramme de poids corporel, on constate une augmentation de 44 % de l'endurance en course à pied, de même qu'une augmentation de 51 % de l'endurance à vélo. D'autres études ont rapporté des effets similaires. Une étude a ainsi montré que chez des cyclistes s'exerçant sur des circuits nécessitant un travail intense, une concentration de 5,5 mg de caféine par kilogramme de poids corporel augmente la durée de l'effort de 29 %.
La caféine relâche le sphincter anal interne et de ce fait doit être évitée par les personnes souffrant d'incontinence fécale. Elle possède également une action diurétique.
La caféine peut augmenter l'efficacité de certains médicaments. La caféine améliore ainsi l'efficacité des médicaments soulageant les maux de têtes de 40 % et aide l'organisme à absorber ces substances plus rapidement, diminuant plus vite la douleur. De ce fait de nombreux médicaments contre les maux de têtes vendus sans ordonnance contiennent de la caféine. Elle est également utilisée avec l'ergotamine dans le traitement des migraines et des algies vasculaires de la face, de même que pour surmonter les somnolences dues aux antihistaminiques.

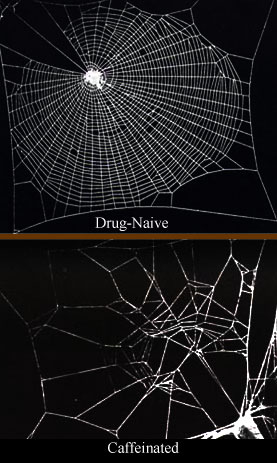
La caféine a un effet significatif sur certaines araignées qui se traduit dans la construction de leur toile.

Alors que relativement sans danger pour l'humain, la caféine est considérablement plus toxique pour d'autres animaux tels que les chiens, les chevaux et les perroquets du fait de leur capacité bien plus limitée à métaboliser ce composé. Chez les araignées notamment, la caféine a un effet beaucoup plus significatif que d'autres composés actifs.

#### Accoutumance, dépendance et sevrage
Comme la caféine est principalement un antagoniste des récepteurs du neurotransmetteur adénosine dans le système nerveux central, l'organisme des personnes qui consomment régulièrement de la caféine s'adapte à la présence continuelle de cette substance en augmentant substantiellement le nombre de récepteurs de l'adénosine du système nerveux central. Cette augmentation du nombre de récepteurs à adénosine rend l'organisme bien plus sensible à l'adénosine, avec deux conséquences principales. Tout d'abord, pour une même dose, les effets stimulants de la caféine sont significativement réduits, c'est le phénomène d'accoutumance. Ensuite, comme ces réponses adaptatives à la caféine rendent les individus bien plus sensibles à l'adénosine, une réduction de la prise de caféine va augmenter les effets physiologiques de l'adénosine, entraînant des symptômes de sevrages importuns.
D'autres recherches contestent l'idée que la régulation des récepteurs à adénosine soit responsable de l'accoutumance aux effets stimulants de la caféine, notant entre autres que cette tolérance est insurmontable pour des doses plus élevées de caféine (cela devrait être surmontable si l'accoutumance était due à une augmentation des récepteurs) et que l'augmentation du nombre de récepteurs à l'adénosine est modeste et n'explique pas la forte accoutumance à la caféine qui se produit.
L'accoutumance à la caféine se développe très rapidement. L'accoutumance complète aux effets de la caféine apparaît après la consommation de 400 mg de caféine trois fois par jour pendant sept jours. L'accoutumance complète aux effets subjectifs de la caféine se produit après la consommation de 300 mg de caféine trois fois par jour pendant 18 jours et probablement plus tôt. Dans une autre expérience, l'accoutumance complète à la caféine a été observée chez des sujets consommant des doses de 750-1 200 mg/j, tandis qu'une accoutumance incomplète a été observée chez ceux qui consomment des doses de caféine dans la moyenne.
La consommation continue de caféine finit par faire apparaître une dépendance liée à l'excès de récepteurs à l'adénosine et au manque de récepteurs à la dopamine. Elle a atteint plusieurs écrivains célèbres comme Honoré de Balzac.
Comme l'adénosine sert en partie à réguler la pression sanguine en provoquant la vasodilatation, les effets accrus de l'adénosine dus au sevrage à la caféine entraîne la dilatation des vaisseaux sanguins de la tête, y occasionnant un excès de sang et pouvant générer des céphalées et des nausées. La diminution de la pression artérielle peut générer d'autres symptômes comme la bradycardie. Une activité catécholaminergique réduite peut causer des sensations de fatigue et de somnolence. Une diminution de la concentration en sérotonine quand la consommation de caféine s'arrête, peut engendrer anxiété, irritabilité, incapacité à se concentrer et diminution de la motivation pour commencer ou terminer des tâches quotidiennes ; dans les cas extrêmes, elle peut entraîner une légère dépression. Le manque de récepteurs à la dopamine peut générer une sorte d'état dépressif et une nette diminution des performances cérébrales ; c'est pourquoi on recommande toujours un sevrage progressif étalé sur plusieurs semaines, voire plusieurs mois. Cependant, contrairement à d'autres stimulants du système nerveux central, la caféine n'agit pas directement sur le noyau accumbens, responsable de la dépendance psychologique.
Les symptômes de sevrage — pouvant inclure céphalée, irritabilité, incapacité à se concentrer, somnolence, insomnie et douleurs à l'estomac, au haut du corps et aux articulations — peuvent apparaître entre 12 et 24 heures après l'arrêt de la prise de caféine, le pic étant atteint vers 48 heures. Ils durent généralement de un à cinq jours, le temps nécessaire pour que les récepteurs à adénosine du cerveau reviennent à des niveaux « normaux ». Des antalgiques tels que l'aspirine peuvent soulager ces symptômes, tout comme une faible dose de caféine. Le plus efficace étant la combinaison d'un analgésique et d'une petite quantité de caféine.

#### Surconsommation
La consommation de caféine en grande quantité pendant une durée prolongée peut conduire à une intoxication connue sous le nom de caféisme,. Le caféisme combine généralement une dépendance à la caféine avec un grand nombre d'états physiques et mentaux désagréables dont l'anxiété, l'irritabilité, les tremblements, la fasciculation (hyperréflexie), l'insomnie, les céphalées, l'alcalose respiratoire et les palpitations cardiaques,. De plus, la caféine augmentant la production d'acide gastrique, une forte consommation prolongée peut conduire à des ulcères gastro-duodénaux, des œsophagites érosives et des reflux gastro-œsophagiens.
Il y a quatre troubles psychiatriques induits par la caféine, reconnus par le Diagnostic and Statistical Manual of Mental Disorders, 4e éd. : intoxication à la caféine, trouble de l'anxiété induit par la caféine, trouble du sommeil induit par la caféine et troubles liés à la caféine non spécifiés.

##### Intoxication

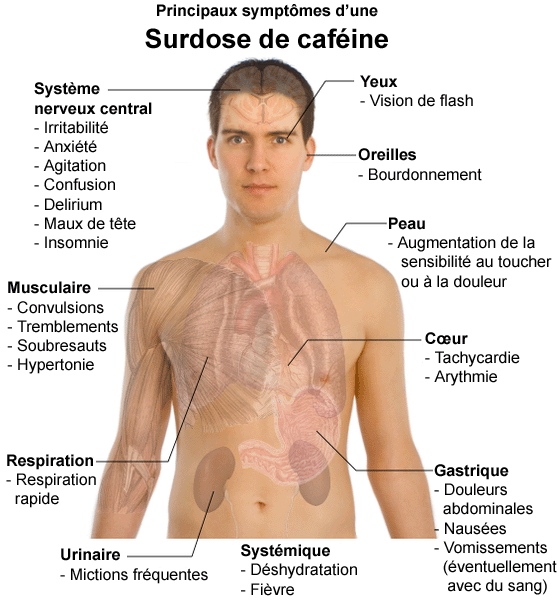
Principaux symptômes de l'intoxication à la caféine.

La caféine est classée dans la catégorie des substances moyennement toxiques. La Food and Drug Administration la liste parmi les « substances alimentaires à buts multiples généralement reconnues comme sans danger », mais après que le nombre de visites aux services d'urgence impliquant des boissons énergétiques avait doublé de 2000 à 2011 (passant de 10 068 à 20 783 cas, adolescents ou jeunes adultes pour la plupart), selon la Federal Substance Abuse and Mental Health Services Administration. La plupart des cas concernaient des adolescents ou de jeunes adultes, aux États-Unis en 2013, après discussion avec la FDA, le groupe Wrigley a cessé son marketing et ses ventes de gommes caféinées (« Alert caffeinated gum ») et en 2010, l'agence a interdit la fabrication de boissons alcoolisées contenant de la caféine. « La différence entre une quantité sûre et une dose létale de caféine dans les produits en poudre est très faible », a rappelé en 2014 Jennifer Dooren (porte-parole de la FDA qui a en 2014 lancé une alerte à la suite de la mort soudaine d'un jeune sportif (lutteur) dont l'autopsie a mis en évidence plus de 70 microgrammes de caféine par millilitre de sang, soit jusqu'à 23 fois la quantité trouvée dans un café typique ou un soda caféiné).
L'intoxication aiguë à la caféine intervient habituellement aux environs de 300 milligrammes, selon le poids corporel et le niveau de tolérance à la caféine. Elle peut entraîner un état de surstimulation du système nerveux central, avec des symptômes différents de ceux observés lors d'overdoses d'autres stimulants. Ils peuvent inclure anxiété, excitation, insomnie, flushing cutané (rougeur de la face), polyurie, troubles gastro-intestinaux, contraction involontaire, flot de pensées et de paroles incohérentes, irritabilité, arythmie cardiaque, tachycardie et agitation psychomotrice. Dans le cas d'overdoses plus importantes, manie, dépression, erreurs de jugement, désorientation, désinhibition, délire, hallucination, psychose et rhabdomyolyse (destruction de cellules musculaires) peuvent se produire,. Il est recommandé de ne pas dépasser une consommation quotidienne de caféine (toutes sources) de 600 mg/j, ce qui équivaut à environ six tasses de café ou deux à trois litres de thé par jour. Pour les femmes enceintes, il est recommandé de limiter la consommation quotidienne à un maximum de 300 mg.
Notamment quand elle est abusivement utilisée sous forme de poudre comme complément alimentaire (encore en vente libre aux États-Unis en 2014) ou automédication (pour maigrir), l'overdose peut conduire à la mort. Une cuillère à café de poudre de caféine peut contenir 3 200 mg de caféine, une dose potentiellement mortelle. La FDA rappelle que le dosage de la poudre est presque impossible à faire avec les outils habituels de la cuisine.
La dose létale 50 (DL50) chez le rat est de 192 mg/kg. La DL50 de la caféine chez l'humain, qui dépend du poids et de la sensibilité individuelle, est estimée à environ 150 à 200 mg/kg de masse corporelle, soit pour un adulte normal approximativement quatre-vingt à cent tasses de café, prises en un temps limité qui va dépendre de la demi-vie. Atteindre une telle dose létale avec un café ordinaire est extrêmement difficile, cependant, des cas de mort par surdose de caféine en comprimé ont été rapportés, ainsi que des symptômes graves d'overdoses nécessitant une hospitalisation se produisant dès deux grammes de caféine. Une exception à cela pourrait être la prise d'un médicament tel que la fluvoxamine qui bloque les enzymes du foie intervenant dans le métabolisme de la caféine. Il s'ensuit une augmentation drastique d'un facteur cinq des concentrations sanguines de caféine et de ses effets. Dans ce cas, le café n'est pas contre-indiqué, mais il est fortement conseillé de réduire de façon importante la consommation de boissons caféinées, puisque boire une tasse de café aura les mêmes effets qu'en boire cinq en condition normale,,,. La mort intervient généralement à la suite d'une fibrillation ventriculaire provoquée par les effets de la caféine sur le système cardiovasculaire.
Une intoxication sévère à la caféine ne nécessite généralement qu'un traitement de soutien, mais si le patient a des concentrations sériques de caféine très élevées, alors une dialyse péritonéale, une hémodialyse ou une hémofiltration peut être nécessaire.

##### Troubles de l'anxiété et du sommeil
Les deux troubles rarement diagnostiqués, induits par une consommation de caféine excessive pendant une durée prolongée et qui sont reconnus par l'Association américaine de psychiatrie (APA), sont le trouble de l'anxiété induit par la caféine et le trouble du sommeil induit par la caféine.
Le trouble du sommeil induit par la caféine se produit chez une personne qui ingère régulièrement de grandes quantités de caféine, suffisamment importantes pour induire de sévères perturbations de son sommeil et justifier des soins cliniques.
Chez certains individus, une grande quantité de caféine peut induire une anxiété sévère nécessitant des soins cliniques. Ce trouble de l'anxiété induit par la caféine peut prendre des formes variées telles que de l'anxiété généralisée, des crises de panique, des troubles obsessionnels compulsifs ou même des phobies. Comme ces états peuvent être similaires à des troubles mentaux organiques tels que le trouble bipolaire ou même la schizophrénie, un grand nombre de professionnels de la médecine pensent que des personnes intoxiquées à la caféine sont couramment mal diagnostiquées et traitées avec des médicaments, alors qu'il suffit pour les psychoses induites par la caféine d'arrêter de consommer de la caféine. Une étude du British Journal of Addiction a conclu que le caféisme, bien que rarement diagnostiqué, pourrait toucher une personne sur dix dans la population.

#### Cœur et maladies cardiovasculaires
La caféine se fixe sur des récepteurs à la surface des cellules musculaires du cœur, ce qui entraîne une augmentation de la concentration en AMPc à l'intérieur de ces cellules (par blocage de l'enzyme qui dégrade l'AMPc), mimant ainsi les effets de l'adrénaline (qui se fixe à des récepteurs sur la cellule qui activent la production d'AMPc). L'AMPc agit comme messager secondaire et active un grand nombre de protéines kinases A (PKA). Cela a pour effet général d'augmenter la glycolyse et la quantité d'ATP disponible pour la contraction et le relâchement musculaire. D'après une étude épidémiologique, la consommation de caféine sous forme de café est corrélée significativement avec un moindre risque de maladies cardiovasculaires chez les personnes âgées de 65 ans ou plus. Cependant, cette relation n'a été vérifiée que chez les personnes qui ne souffraient pas de sévère hypertension. De plus, rien de tel n'a été trouvé chez les personnes âgées de moins de 65 ans ou celles âgées de 65 ans ou plus pour ce qui est de la mortalité par maladies vasculaires cérébrales.

#### Mémoire et apprentissage
Un grand nombre d'études ont montré que la caféine pourrait avoir des effets nootropiques, provoquant certains changements dans la mémorisation et l'apprentissage. Cependant, les résultats des tests se sont révélés contradictoires et peu concluants.
Des chercheurs ont découvert que la consommation à long terme de faibles doses de caféine ralentit l'apprentissage dépendant de l'hippocampe (une partie du cerveau associé au processus de mémorisation) et diminue la mémoire à long terme chez la souris. La consommation de caféine durant quatre semaines diminuait significativement la neurogenèse hippocampale comparée aux témoins au cours de l'expérience. La conclusion était que la consommation à long terme de caféine pourrait inhiber l'apprentissage dépendant de l'hippocampe et la mémoire partielle par l'inhibition de la neurogenèse hippocampale.
Dans une autre étude, de la caféine était ajoutée in vitro à des neurones de rats. Les épines dendritiques (une partie des neurones formant des connexions entre les neurones) de l'hippocampe ont grandi de 33 % et de nouvelles épines se sont formées. Toutefois, après une heure ou deux, ces cellules ont retrouvé leur forme originale.
Une autre étude encore a montré que des sujets ayant reçu 100 mg de caféine avaient une activité accrue dans le lobe frontal, une région du cerveau où se situe une partie du réseau impliqué dans la mémorisation, et le cortex cingulaire antérieur, une partie du cerveau qui contrôle l'attention. Les sujets sous caféine ont également mieux effectué les exercices de mémorisation.
Cependant, une étude différente a montré que la caféine pourrait diminuer la mémoire à court terme et augmenter l'occurrence du phénomène dit du « mot sur le bout de la langue ». L'étude a amené les chercheurs à suggérer que la caféine pourrait aider la mémoire à court terme quand l'information à se rappeler est liée au train de pensées, mais également à formuler l'hypothèse que la caféine gênerait la mémoire à court terme quand le train de pensées est sans lien de parenté. En résumé, la consommation de caféine augmenterait les performances mentales d'une pensée focalisée, tandis qu'elle pourrait diminuer les capacités de réflexion d'un vaste champ de pensées.

#### Consommation pendant la grossesse
Malgré un usage largement répandu et l'idée communément admise selon laquelle la caféine est une substance sans danger, une étude de 2008 suggère que les femmes enceintes qui consomment 200 mg ou plus de caféine par jour — l'équivalent de deux tasses de café ou plus — ont un risque de fausses couches environ deux fois plus élevé que les femmes qui n'en consomment pas. Cependant, une autre étude n'a pas révélé de lien entre la consommation de caféine et le risque de fausse couche,. Au Royaume-Uni, la Food Standards Agency (FSA) a recommandé aux femmes enceintes de limiter leur consommation de caféine à moins de 200 mg/j,. La FSA fait remarquer que le protocole expérimental utilisé dans ces études ne permet pas de déterminer si les différences observées sont dues à la caféine elle-même ou aux modes de vie associés à une forte consommation de caféine, mais a estimé que le conseil était bon.
La grossesse dure statistiquement un peu plus longtemps (quelques heures) chez les femmes buvant beaucoup de café, mais indépendamment de la caféine, ce qui laisse penser qu'un autre composant du café peut agir sur la grossesse, a priori sans conséquences majeures pour la santé de l’enfant. Une étude réalisée en Norvège et basée sur un panel de près de 60 000 femmes enceintes (ayant accouché d'un seul bébé après une grossesse sans complication) n'a pas trouvé de preuve de prématurité accrue.
Cette étude a cependant conclu que l'exposition in utero à la caféine est effectivement un facteur de risque de petit poids de naissance du bébé, et ce de manière indépendante au tabagisme (qui est lui aussi facteur de risque et souvent associé à la consommation de café). Les études sur un possible effet de la consommation de caféine durant la grossesse sur le poids du nouveau-né sont néanmoins contradictoires : certaines montrent que la consommation de caféine est corrélée à un poids de naissance plus faible, d'autres ne trouvent pas d'association. Une méta-analyse de 13 études épidémiologiques a conclu à l'existence d'une association. Quel que soit le moment de la grossesse concerné, « toute hausse quotidienne de 100 milligrammes de caféine — l’équivalent d’environ deux tasses de café filtre ou d’un expresso — réduit le poids du nouveau-né de 12 à 18 grammes ». L'OMS supposait antérieurement que sous 300 mg/j ce risque n'existait pas, et il est généralement recommandé de ne pas dépasser plus de 200 mg de caféine par jour. L'étude suédoise montre cependant qu'au-dessus de ce seuil de 200 mg/j, une femme nord-européenne moyenne a jusqu’à « 62 % plus de risques de porter un enfant de faible taille pour son âge gestationnel ».
L'effet potentiel de la consommation de café pendant la grossesse sur la santé ultérieure de l'enfant est moins bien documenté. Des études chez l'animal suggèrent qu'une consommation élevée de caféine pourrait affecter le neurodéveloppement,. Chez l'humain, les études épidémiologiques existantes s'accordent à conclure qu'une consommation inférieure à 200 mg/j (environ deux tasses) est sans risque majeur pour le développement cognitif de l'enfant,. Dans une cohorte épidémiologique française, l'étude EDEN, une consommation supérieure à 200 mg/j a cependant été mise en relation avec un quotient intellectuel plus bas à l'âge de 5-6 ans.

#### Traitement à base de caféine chez l'enfant prématuré
Une étude réalisée sur 2 000 prématurés amène à penser que la caféine aurait un rôle positif sur leurs fonctions respiratoires.
Le citrate de caféine a des effets bénéfiques dans le traitement des troubles de la respiration des enfants prématurés tels que l'apnée du prématuré et la dysplasie bronchopulmonaire. Le seul risque à court terme d'un traitement au citrate de caféine est la diminution temporaire de la prise de poids au cours de la thérapie. Des études sur le long terme (18 à 21 mois) ont montré des avantages durables pour le traitement à la caféine des enfants prématurés,.

#### Consommation chez l'enfant
Plusieurs études scientifiques ont réfuté la croyance selon laquelle la consommation de caféine entraîne l'ostéoporose chez l'enfant. Les enfants peuvent ressentir les mêmes effets induits par la caféine que les adultes. La plupart des boissons énergisantes (contenant de grandes quantités de caféine) ont été interdites dans de nombreuses écoles de par le monde mais elle a d'autres effets secondaires indésirables, dont problèmes d'estomac, de nervosité, de tremblements, d'accélération du rythme cardiaque, d'insomnie et d'irritabilité.

#### Maladie de Parkinson
Plusieurs études réalisées à grande échelle ont montré que la prise de caféine est associée à une réduction du risque de développer la maladie de Parkinson chez l'homme, tandis que les études chez la femme ne sont pas concluantes,,,. Le mécanisme par lequel la caféine est inversement corrélée à cette maladie demeure un mystère. Chez les modèles animaux, les chercheurs ont montré, sans pouvoir l'expliquer, que la caféine peut prévenir la perte de cellules nerveuses dopaminergiques que l'on observe dans la maladie de Parkinson.

## Décaféination
L'extraction de caféine est un procédé industriel courant qui peut être réalisé selon trois voies :
1. Extraction par un solvant organique ;
2. Extraction par un fluide supercritique (du dioxyde de carbone) ;
3. Extraction à l'eau.

La première méthode, qui a été utilisée pendant des années, tend à être remplacée par la deuxième pour des raisons sanitaires (traces résiduelles de solvants), d'impact sur l'environnement, de coût et de saveur. La dernière est la moins efficace et peut dénaturer le goût.
Un café dit « décaféiné » ne l'est en fait pas totalement ; pour la plupart des marques, cinq à dix tasses de café « décaféiné » procurent une dose de caféine équivalente à celle de deux tasses de café caféiné, selon une étude nord-américaine qui a testé les cafés de neuf marques par chromatographie en phase gazeuse : hormis une marque, toutes contenaient de 8,6 mg à 13,9 mg de caféine. Selon le Dr Mark S. Gold, professeur de psychiatrie à l'université de Floride, cette quantité est suffisante pour provoquer une dépendance physique au café chez certains consommateurs,.

### Extraction par des solvants organiques
C'est le procédé classique qui repose sur la solubilité différentielle (coefficient de partage) de la caféine. La caféine du café est dissoute dans le solvant organique, généralement un solvant chloré (chloroforme, trichloréthylène ou dichlorométhane) ou le benzène, qui est ensuite éliminé par distillation.
Des solvants organiques tels que l'acétate d'éthyle présentent bien moins de risques pour la santé et l'environnement que les solvants aromatiques et chlorés utilisés par le passé.

### Extraction au dioxyde de carbone supercritique
Le dioxyde de carbone fluide supercritique est un excellent solvant apolaire pour la caféine et, de plus, il est plus sain que les solvants organiques synthétiques. Le processus d'extraction est le suivant : le CO2 est forcé à passer au travers des grains de café à des températures supérieures à 31,1 °C et des pressions supérieures à 73 atm. Sous ces conditions le CO2, qui est dans un état supercritique, a les propriétés d'un gaz, ce qui lui permet de pénétrer profondément dans les grains de café, mais a également celles d'un liquide qui dissout 97-99 % de la caféine. Le CO2 chargé de caféine passe ensuite au travers d'un jet d'eau sous haute pression pour en retirer la caféine. La caféine peut enfin être isolée par adsorption sur charbon activé, par distillation, recristallisation ou osmose inverse.

### Extraction à l'eau
Les grains de café sont mis à tremper dans l'eau. Cette eau, qui ne contient pas seulement de la caféine mais également beaucoup d'autres composés qui participent au goût du café, est ensuite passée à travers du charbon activé, qui retient la caféine. L'eau peut ensuite être remise avec les grains puis évaporée, ce qui laisse un café décaféiné doté d'un bon arôme.
La caféine retirée est commercialisée comme ingrédient de sodas ou comme base de comprimés de caféine vendus sans ordonnance.

## Religion
Certains adeptes de l'Église de Jésus-Christ des saints des derniers jours (Mormons), de l'Église adventiste du septième jour, de l'Église de Dieu restaurée et de la Science chrétienne évitent de consommer de la caféine ou n'en consomment pas du tout, arguant que Dieu est opposé à un usage non médical de substances psychoactives ou, pour les adventistes, que la consommation d'une substance pouvant avoir des effets néfastes sur la santé n'est pas compatible avec le respect du corps que les chrétiens devraient avoir.
Les hindous vaishavistes s'abstiennent généralement de consommer de la caféine alléguant qu'elle trouble l'esprit et hyperstimule les sens. Pour être initié par un guru, on doit ne pas avoir consommé de caféine (de même pour l'alcool, la nicotine et d'autres drogues) pendant au moins une année.